# L'amor viu a dispesa
L'amor viu a dispesa és una comèdia en tres actes, original de Josep Maria de Sagarra, estrenada al teatre Romea de Barcelona, la vetlla del 26 de novembre de 1952.

## Repartiment de l'estrena
- Cristina, la dispesera (40 anys): Maria Vila.
- Tròtula, vídua (60 anys): Emília Baró.
- Floriana (20 anys): Maria Matilde Almendros.
- Alberta, soltera (40 anys): Teresa Cunillé.
- Justina, criada (18 anys): Núria Espert.
- Aleix, aventurer i farsant (50 anys): Francesc Vals.
- Brescarrossa (60 anys): Ramon Duran.
- Perdigó (60 anys): Lluís Carratalà.
- Deogràcies (50 anys): Lluís Teixidó.
- Tremolí (60/70 anys): Ferran Capdevila.
- Rocavall (25 anys): Domènec Ferrer.
- Un Agutzil de jutjat (40 anys): Lluís Nonell.
- Direcció d'escena: Esteve Polls.[2]